# Bisdom Nidaros
Het bisdom Nidaros is een van de bisdommen van de Kerk van Noorwegen. Nidaros geldt als het oudste bisdom. Het werd als katholiek bisdom gesticht in de elfde eeuw en werd in 1152 verheven tot aartsbisdom. De kathedraal van het bisdom, de Nidarosdom in Trondheim, geldt als belangrijkste kerk van het land. In 1906 werd de kerk voor het laatst gebruikt als  kroningskerk voor de eerste koning in het nieuwe Noorwegen, Haakon VII.
Het bisdom omvat de fylke Trøndelag. Het is onderverdeeld in tien decanaten, in het Noors prosti genoemd. Sinds 2017 wordt de zetel bezet door bisschop Herborg Finnset als opvolger van Tor Singsaas.

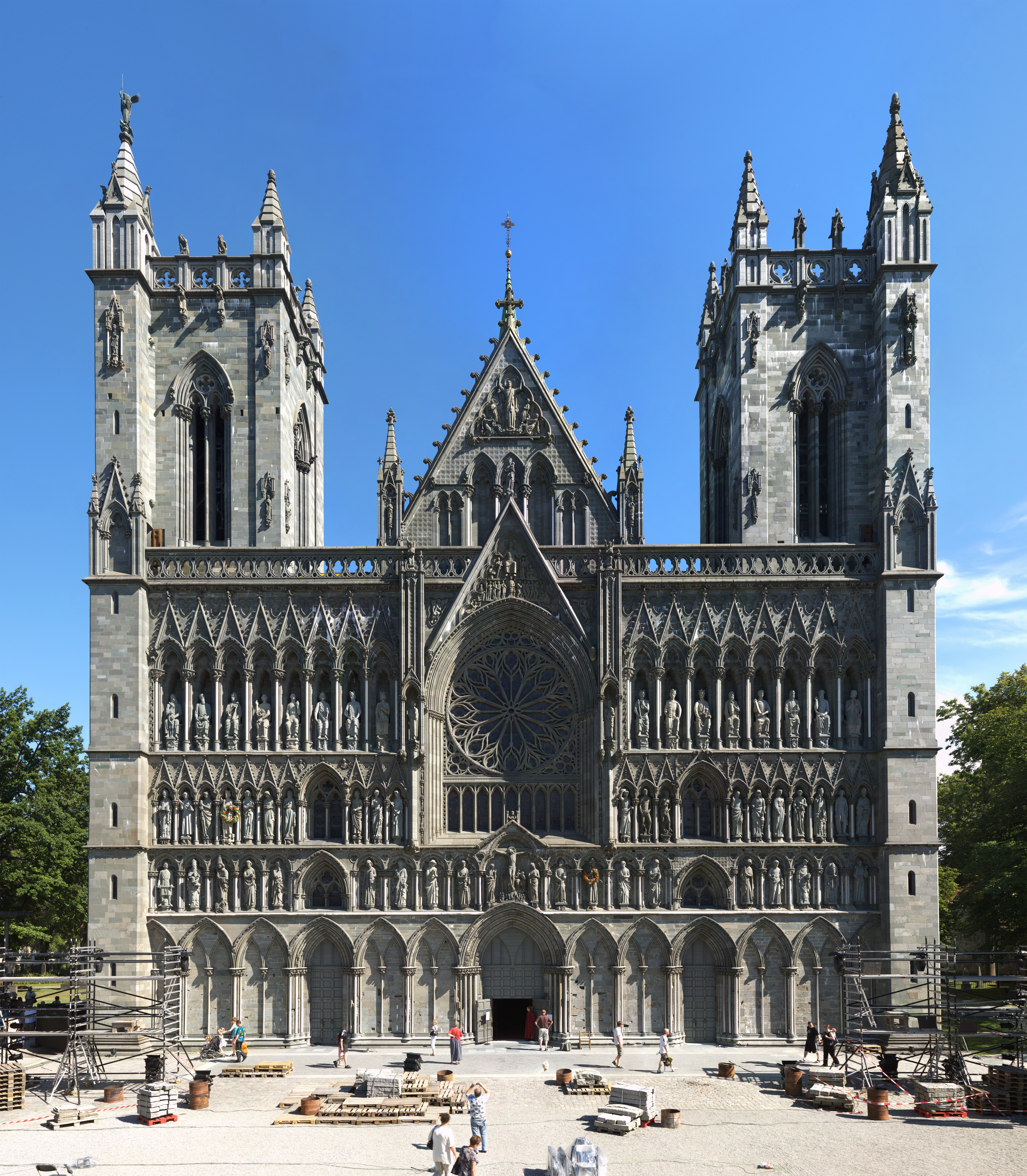
De Nidarosdom in Trondheim
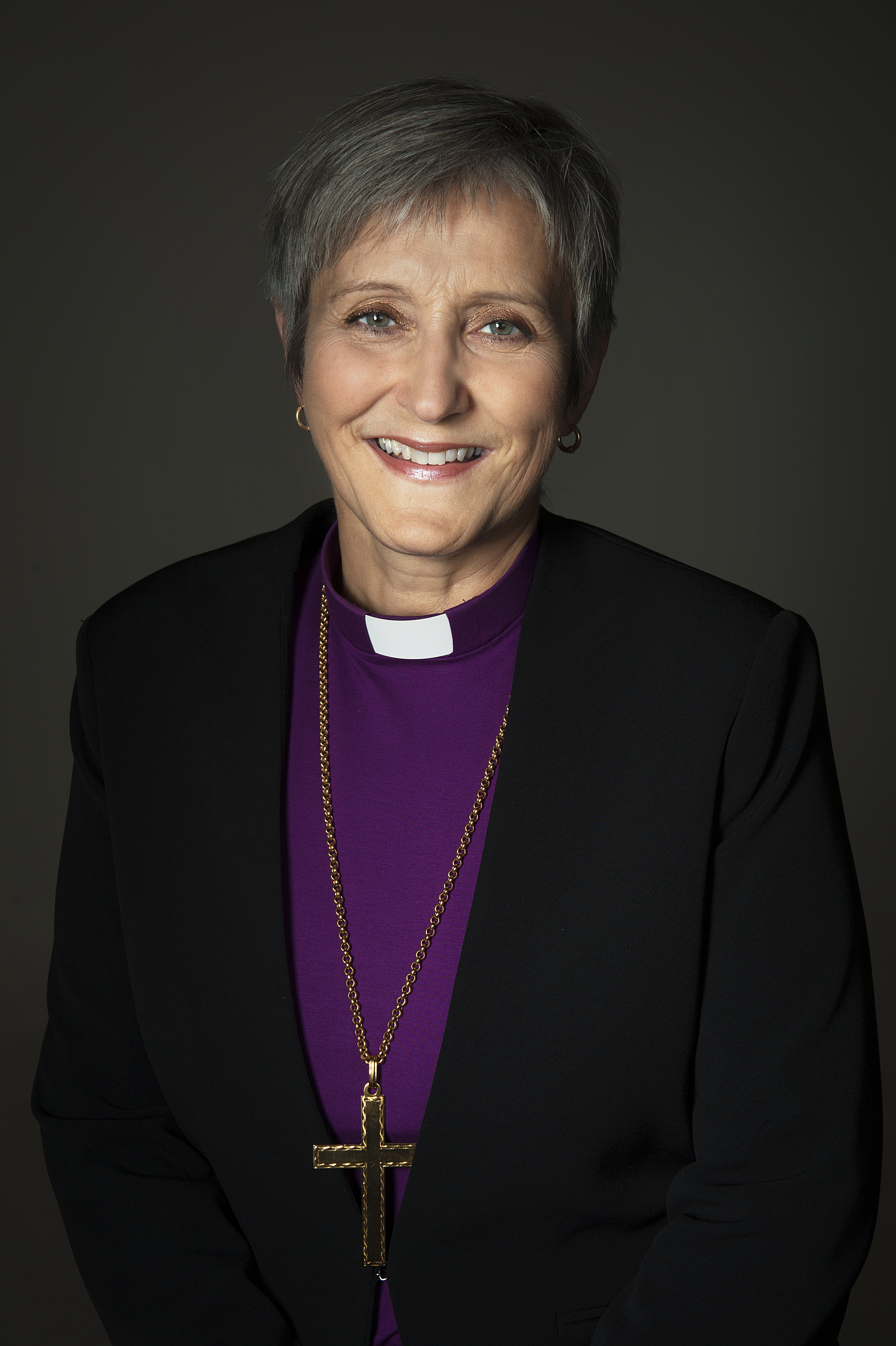
bisschop Herborg Finnset

## Lijst van bisschoppen
- Herborg Finnset 2017-heden
- Tor Singsaas 2008–2017
- Finn Wagle  1991–2008
- Kristen Kyrre Bremer  1979–1990
- Tord Godal  1960–1979
- Arne Fjellbu  1945–1960
- Johan Støren  1928–1945
- Jens Gran Gleditsch  1923–1928
- Wilhelm Bøckman  1909–1923
- Vilhelm Andreas Wexelsen  1905–1909
- Johannes Nilssøn Skaar  1892–1904
- Nils Jacob Laache  1884–1892
- Andreas Grimelund  1861–1883
- Hans Jørgen Darre  1849–1860
- Hans Riddervold  1843–1848
- Peder Olivarius Bugge  1804–1842
- Johan Christian Schønheyder  1788–1803
- Marcus Fredrik Bang  1773–1787
- Johan Ernst Gunnerus  1758–1773
- Frederik Nannestad  1748–1758
- Ludvig Harboe  1743–1748
- Eiler Hagerup d.e.  1731–1743
- Peder Krog  1689–1731
- Christopher Hanssen Schletter  1678–1688
- Erik Pontoppidan den eldre  1673–1678
- Arnold de Fine  1672
- Erik Bredal  1643–1672
- Peder Skjelderup 1622–1642
- Anders Arrebo  1618–1622
- Isak Grønbech  1596–1617
- Hans Mogenssøn  1578–1595
- Hans Gås  1549–1578
- Torbjørn Bratt 1546–1548